# Campañas italianas de las guerras revolucionarias francesas
Las campañas italianas de las guerras revolucionarias francesas (1792-1802) fueron una serie de acciones bélicas ocurridas mayormente en el norte de Italia, entre las fuerzas del ejército revolucionario francés y una coalición de estados enemigos que constaban por Austria, Rusia, el reino de Cerdeña y el resto de otros Estados italianos.

## Intervención francesa contra la Primera coalición
Inicialmente, la Revolución en Francia era un asunto meramente francés, que incluso reduciría la influencia política y económica de Francia en Europa. Los Estados europeos, reacios a intervenir, no emprendieron la guerra contra Francia hasta que no se sintieron amenazados por un expansionismo revolucionario, que ya en 1791 había incorporado Aviñón y el Condado Venaissin, y amenazaba a los poderes extranjeros que apoyaran a los emigrados en sus actividades contrarrevolucionarias. Además, el propio rey Luis XVI de Francia tenía interés en apoyar la guerra para hacer caer al régimen revolucionario, y los girondinos para solventar la crisis y el descontento en la propia Francia. Austria y Prusia se aliaron en la Primera Coalición a las que siguieron las demás potencias europeas. La cañonada de Valmy en septiembre de 1792 supuso un punto de inflexión a partir del cual la nueva república francesa paso a la ofensiva. La Convención instituyó la doctrina de las fronteras naturales de Francia en los Pirineos, el Rin y los Alpes, y la creación de repúblicas hermanas más allá de esos límites para proporcionar a Francia protección y contribución económica.
En septiembre de 1792, los franceses entraron en Saboya, lo que llevaría a su soberano, Víctor Amadeo III de Cerdeña, a incorporarse a la Primera coalición; y el 26 de noviembre la Convención declaró la anexión de Saboya y Niza, pero fracasaron en la conquista de la isla de Cerdeña en enero de 1793 ante la flota inglesa. Desde entonces la situación en Italia llegó prácticamente a un punto muerto, teniendo la Convención puesta sus miras en la frontera a lo largo del Rin. En abril de 1794, los franceses emprendieron una ofensiva para aislar a Piamonte y sus aliados austriacos de la ayuda británica por mar, que resultó en la toma de Oneglia, Ormea, Garessio y Tanarello. El golpe de Thermidor en julio de 1794 y la falta de recursos en el ejército terminaron por paralizar la ofensiva.

Italia en 1796, anterior a la campaña francesa de Bonaparte.

El nuevo gobierno francés del Directorio mantuvo la guerra como forma de financiar a Francia, y volvió a poner su atención sobre el norte italiano, tratándolo como una moneda de cambio para obtener ventajas en Renania; pero Austria también tenía interés en la campaña en Italia para aliviar la presión francesa sobre los principados alemanes. En noviembre de 1795, la victoria francesa en Loano había puesto a los austriacos en retirada y dejado expedito el camino a los franceses por la Riviera italiana hasta Savona, aunque la estación invernal impidió aprovecharse de la victoria.
La nueva campaña francesa de Italia, que aseguró el futuro político de Napoleón Bonaparte, comenzó en marzo de 1796. Más preocupado en derrotar al poder imperial-austriaco que en llevar la revolución por Italia, firmó el armisticio con el rey de Cerdeña en Cherasco el 28 de abril de 1796, ratificado en el tratado París el 15 de mayo, por el cual el rey Víctor Amadeo III renunció a Saboya y Niza, garantizó el control francés a los pasos alpinos y el uso de fortalezas. La victoria de Lodi, el 10 de mayo, puso en retirada a los austriacos de Lombardía y los franceses entraron en Milán, los soberanos de Parma y Módena pidieron un armisticio pagando por su neutralidad. Antes de proseguir la persecución a los austriacos, los franceses se aseguraron la retaguardia con el objetivo primordial de conquistar Mantua.
A este fin estuvo dirigida durante el mes de junio la ocupación francesa de Verona, Legnago y Peschiera; y también la firma de una tregua con Nápoles y la posterior invasión de las legaciones pontificias de Ferrara y Bolonia, con lo que el Papa tuvo que aceptar el armisticio en Bolonia e indemnizar a los franceses. De aquí los franceses pasaron a Livorno para expulsar a los ingleses por lo que invadieron el Gran ducado de Toscana, imponiéndole una contribución.
Los intentos austriacos por liberar el asedio de Mantua resultaron infructuosos. En Génova, los feudos imperiales estaban en insurrección hostigando al ejército francés, por lo que los franceses motivaron un tratado en octubre de 1796 con Génova para fortalecer la presencia francesa. Tras la conquista francesa de Mantua el 2 de febrero de 1797, la guerra continuó contra el Papa, por el apoyo pontificio proporcionado a los austriacos, imponiéndole la paz de Tolentino el 19 de febrero, por el que el Papa renunciaba a las Legaciones de Ferrara, Bolonia y Romaña, y también a Aviñón y al Condado Venaissin, y se obligaba a pagar una fuerte indemnización.
Napoleón emprendió el camino hacia Viena, cruzó el Río Tagliamento en marzo, pero la imposibilidad de unir el ejército del Rin con el de Italia favoreció acordar un armisticio en Leoben el 7 de abril, seguido de una paz preliminar el 18 de abril de 1797. El armisticio de Leoben derivó en el tratado de paz de Campo Formio el 17 de octubre de 1797, por el que el emperador adquiría la terraferma veneciana desde el río Adigio, pero reconocía a la República Cisalpina. En noviembre Bonaparte regresó a Francia y en los siguientes dos años fue el campo de desarrollo de regímenes revolucionarios en Italia, que finalizaron con la campaña austro-rusa contra Francia en abril de 1799.

## Las repúblicas del trienio de 1796-1799
La iniciativa política quedó en manos francesas, ya que los administradores franceses tenían poca confianza en la capacidad de los italianos, y la voluntad del Directorio post-jacobino estaba más orientado a implantar y favorecer gobiernos moderados, y en excluir a los radicales jacobinos, tildados como anarquistas. La actitud del Directorio francés fue explotar económicamente el territorio italiano para financiar las guerras de Francia, y crear repúblicas débiles, que reconocieran la hegemonía francesa y con aspiraciones sobre el territorio de las vecinas, y según modelo francés: un gobierno centralizado, con un poder ejecutivo de cinco directores y un legislativo bicameral elegido por sufragio indirecto. Tras la euforia profrancesa inicial, el jacobinismo italiano chocó con el expansionismo francés, demandando medidas de justicia social como control de precios y tributación progresiva, y una república unida sin interferencias extranjeras. Los franceses aportaron reformas como la abolición de feudalismo, matrimonio civil, diezmos, confiscación de las tierras de la Iglesia, o la igualdad de hombres y mujeres, que no fueron aceptadas uniformemente, de forma que provocaron también conflicto cultural, resentimiento y resistencia. Estos factores, unidos al interés de las potencias europeas de la segunda coalición de reducir el dominio francés en Italia, favorecieron los movimientos contrarrevolucionarios de 1799.
En agosto de 1796, los ciudadanos de Reggio se rebelaron contra el duque de Módena, lo que fue aprovechado por Bonaparte para ocupar los territorios del ducado. Con la protección francesa Reggio, Módena, Bolonia y Ferrara se confederaron, y en diciembre formaron la república Cispadana. En septiembre de 1796, se formó la Administración General de Lombardía, de carácter civil y provisional.

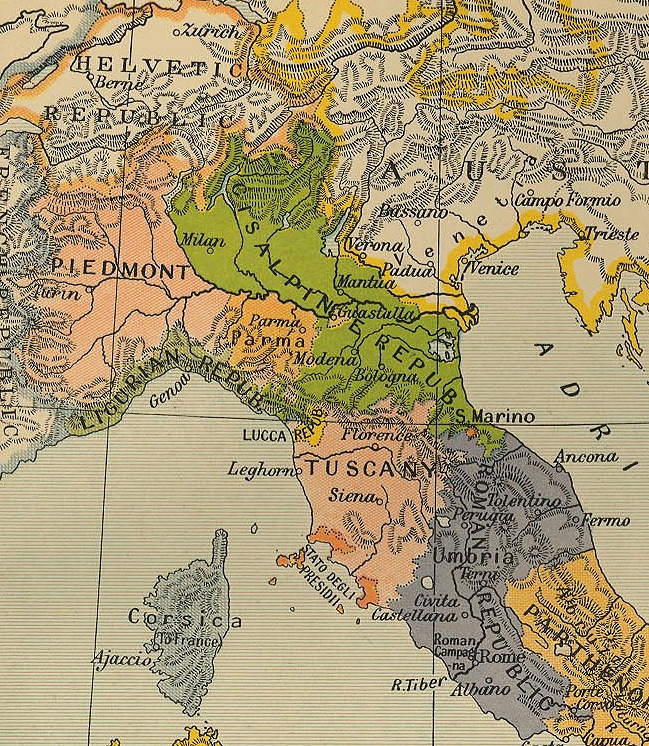
Italia en 1799, anterior a la campaña austro-rusa de la Segunda Coalición.

Tras la paz preliminar de Leoben, Bonaparte alteró el panorama político para controlar los gobiernos italianos:
- El éxito francés favoreció revueltas profrancesas en la Terraferma en marzo y abril de 1797,[24] en mayo las tropas francesas entraron en Venecia, y la Serenísima República se disolvió,[25] entregándose gran parte de su territorio a Austria en la paz de Campo Formio.
- La república de Génova fue desmantelada y reconstituida como República Ligur el 6 de junio de 1797.[18]
- La república Cisalpina fue proclamada el 29 de junio de 1797,[26] e incluía mayores territorios que la república Cispadana y la administración general de Lombardía, es decir, el antiguo ducado de Milán, los antiguos territorios venecianos de Bérgamo, Brescia, y Polesina, los principados de Módena, Reggio, Mirandola y Massa-Carrara, y las legaciones papales de Ferrara, Bolonia y Romaña, además de Mantua, y la Valtelina.[27]

A estas repúblicas se añadieron la República Romana el 15 de marzo de 1798, con la invasión de los Estados Pontificios, y los intentos del rey de Nápoles, Fernando IV por liberar Roma le supuso su huida a Sicilia y la implantación de la República Partenopea en Nápoles el 23 de enero de 1799; su aliado, el Gran duque de Toscana tuvo la misma suerte, en marzo de 1799, los franceses ocupaban Toscana y el gran duque, Fernando III se exilió. Poco antes, en diciembre de 1798, el rey de Cerdeña Carlos Manuel IV tuvo que huir a la isla de Cerdeña, mientras en Piamonte se instauraba un gobierno provisional que en febrero de 1799, se integró en la República francesa.

## Intervención francesa contra la Segunda coalición
Los gobiernos italianos profranceses fallaron en recibir el apoyo de las masas rurales. El conservadurismo de la población, la extensión de la influencia del clero, y los elevados impuestos de los regímenes republicanos favorecieron un sentimiento reaccionario contra los nuevos gobernantes. Los jacobinos, apartados del poder en las nuevas repúblicas, perdieron el entusiasmo y el respeto por los franceses, enardeciendo su nacionalismo.

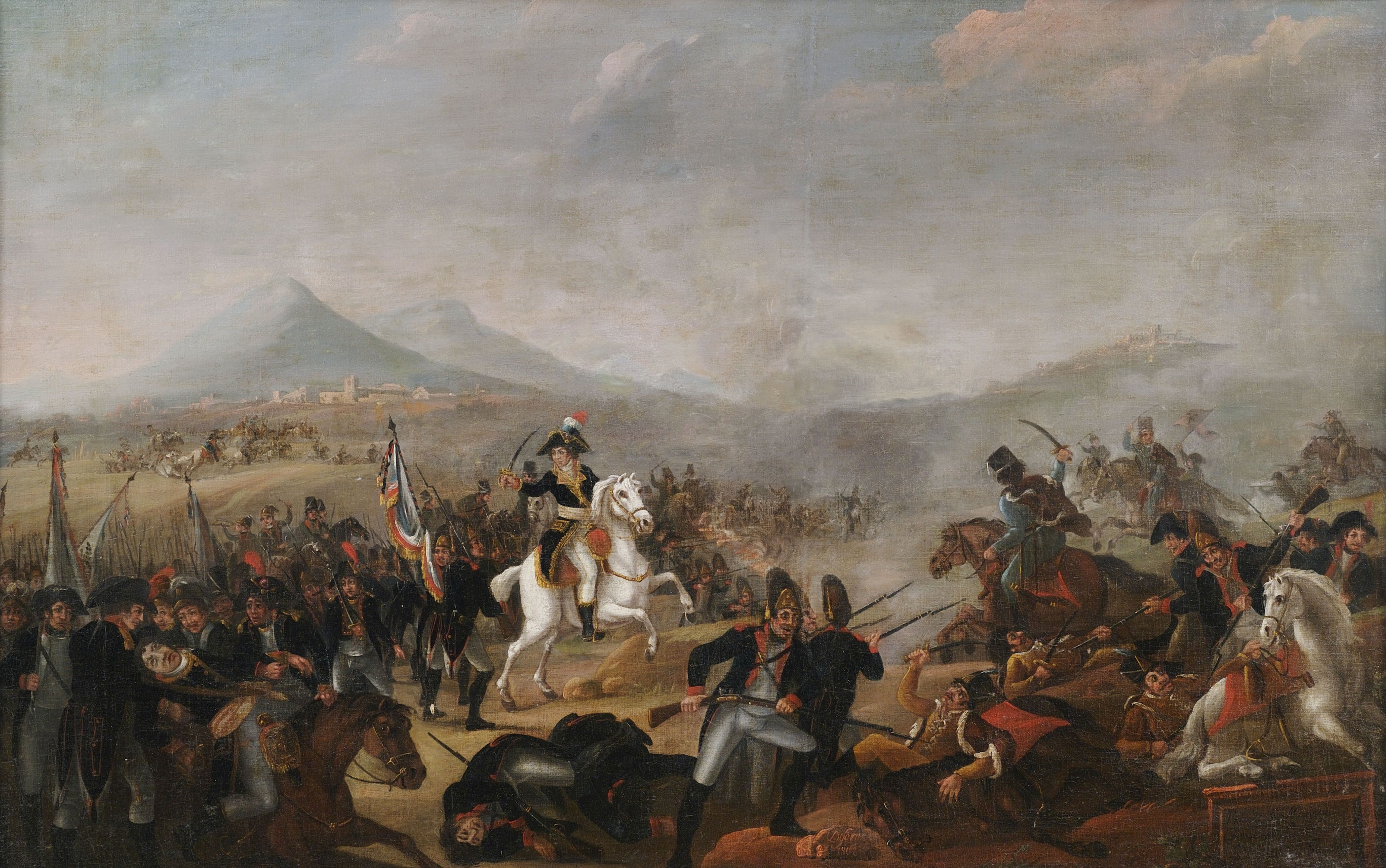
Napoleón en la batalla de Marengo, por Jean-Simon Berthelemy.

Con la formación de la Segunda Coalición, en abril de 1799 los ejércitos austriacos y rusos entraron en Italia y derrotaron a los franceses, y con apoyo movimientos campesinos como la Massa Christiana en Piamonte
o Viva María en Toscana, en menos de tres meses se apoderaron de todo el norte italiano. La conferencia de Rastadt, convocada en noviembre de 1797, a instancias del tratado de Campo Formio, finalizó abruptamente en abril de 1799, con los éxitos austro-rusos, y la Dieta imperial declaró la guerra Francia meses más tarde, en septiembre. En el sur los Sanfedisti  pusieron en fuga a los franceses, finiquitando la República Partenopea en junio a la que siguió la caída de la República Romana en septiembre.
Bonaparte se hizo con el poder en Francia como cónsul en noviembre, tras el 18 de brumario, y emprendió el camino de Italia. Tras atravesar los Alpes entró en Milán en junio de 1800, y días después, la victoria francesa tras la Batalla de Marengo produjo el fracaso de la campaña austriaca en Italia. En Milán se restauró la República Cisalpina y por el armisticio de Alessandria, los austriacos se retiraron hacia el Mincio, abandonaron Piamonte, donde se reinstauró un nuevo gobierno provisional profrancés, y también abandonaron Génova, reinstaurándose la República ligur. En octubre los franceses ocuparon Toscana, en diciembre pasaron el Mincio y detuvieron su avance por el armisticio de Treviso en enero de 1801.
La paz llegó con el tratado de Lunéville, que liquidó el poder imperial en Italia.